# Monika Wilkiewicz
Monika Małgorzata Wilkiewicz (ur. 10 listopada 1972) – polska dyrygentka i pedagog, profesor nadzwyczajna, wykładowczyni Akademii Muzycznej w Bydgoszczy na specjalności: dyrygentura klasyczna, której jest także absolwentką.

## Życiorys
Ukończyła z wyróżnieniem studia magisterskie z wychowania muzycznego na Akademii Muzycznej im. Feliksa Nowowiejskiego w Bydgoszczy w klasie dyrygentury klasycznej (chóralnej i orkiestrowej) prof. Zbigniewa Bruny (1995). Jest laureatką I nagrody I Wydziałowego Konkursu Dyrygentów Chóralnych AM w Bydgoszczy (1995).
W 2005 roku uzyskała stopień doktora, a w roku 2011 stopień doktora habilitowanego w dziedzinie sztuk muzycznych w dyscyplinie artystycznej - dyrygentura (tytuł pracy habilitacyjnej: „Repertuar chóralny i jego zastosowanie w procesie nauczania przedmiotu "dyrygowanie"”).
W latach 2005–2008 oraz 2008-2012 pełniła funkcję Prodziekana Wydziału Dyrygentury, Jazzu i Edukacji Muzycznej w Akademii Muzycznej w Bydgoszczy. W tym czasie współpracowała także z prof. Januszem Staneckim i Chórem Kameralnym AM w Bydgoszczy, z którym w 2006 r. podczas Ogólnopolskiego Turnieju Chórów Legnica Cantat uzyskała Nagrodę Grand Prix oraz Nagrodę dla „Najlepszego.Dyrygenta Turnieju”.
Jest zatrudniona w macierzystej uczelni na stanowisku profesora nadzwyczajnego, w której to prowadzi klasę dyrygentury klasycznej (chóralnej i orkiestrowej) oraz przedmioty: czytanie partytur, praktyki chóralne oraz seminarium pracy naukowej. Od 2016 roku pełni funkcję Kierownika Katedry Chóralistyki i Edukacji Muzycznej na Wydziale Dyrygentury, Jazzu i Edukacji Muzycznej.
W latach 1995–1998 oraz 2002-2004 była dyrygentem Stowarzyszenia Śpiewaczego Chóru Męskiego „Hasło” w Bydgoszczy. W roku 1995 utworzyła Żeński Chór Kameralny przy parafii M.B.Ostrobramskiej w Bydgoszczy, który prowadziła do roku 2010. W latach 1996–1998 była dyrygentem chóru chłopięco-męskiego działającego przy parafii Św. Wawrzyńca w Nakle nad Notecią. W tym samym mieście w latach 2004-2005 współpracowała również z chórem mieszanym „Soli Deo”.
Jest założycielem i dyrygentem Chóru PRIMO przy ZSO nr 1 w Bydgoszczy, który prowadzi od 1996 roku. Z tym szkolnym zespołem, koncertowała w kraju i za granicą, uczestniczyła w konkursach ogólnopolskich uzyskując m.in. Grand Prix podczas IX Ogólnopolskiego Turnieju Chórów "O Kryształowe Serce Chełmińskiej Jesieni" (2017), Grand Prix podczas I Ogólnopolskiego Konkursu Chóralnego MUSICA IN URBE w Bydgoszczy (2018), pięciokrotnie „Złoty Kamerton” (2004, 2006, 2008, 2010, 2012) oraz szereg nagród dodatkowych podczas Ogólnopolskiego Konkursu Chórów a'Cappella Dzieci i Młodzieży w Bydgoszczy, a także wielokrotnie I miejsca, Złote i Srebrne Dyplomy w konkursach międzynarodowych m.in.: Belgii, Czechach, Szwajcarii, Finlandii, we Włoszech oraz Hiszpanii.
Od 2014 roku jest dyrygentem chórów Państwowej Szkoły Muzycznej I i II stopnia w Inowrocławiu, a od 2015 roku dyrygentem inowrocławskiego Chóru Kameralnego PRO ARTE.
Pomimo stałej aktywności jako chórmistrz jest także recenzentem w przewodach doktorskich, jurorem podczas konkursów chóralnych i wokalnych oraz kierownikiem ogólnopolskich konferencji naukowych. Współpracuje też z innymi zespołami chóralnymi prowadząc wykłady i warsztaty wokalne. Jest autorem kilku publikacji o tematyce muzycznej, m.in.: „Repertuar chóralny i jego zastosowanie w procesie nauczania przedmiotu dyrygowanie” wyd. przez Wydawnictwo Uczelniane Akademii Muzycznej w Bydgoszczy (2009), „30 lat Chóru Kameralnego Akademii Muzycznej imienia Feliksa Nowowiejskiego w Bydgoszczy” wyd. Wydawnictwo Uczelniane Akademii Muzycznej w Bydgoszczy (2015).
W 2003 roku została wyróżniona Srebrną Odznaką Honorową Polskiego Związku Chórów i Orkiestr oraz odznaczona Brązowym Krzyżem Zasługi. Kilkakrotnie otrzymywała Indywidualną Nagrodę Rektora – III stopnia (2005, 2006, 2008, 2012) oraz II stopnia (2011). Dwukrotnie została uhonorowana Nagrodą Prezydenta Miasta Bydgoszczy: w 2010 roku za szczególne osiągnięcia w pracy dydaktycznej, wychowawczej i opiekuńczej a w 2013 za wkład w artystyczny rozwój Miasta. W 2014 roku otrzymała Nagrodę Kujawsko-Pomorskiego Kuratora Oświaty oraz odznaczona została przez Prezydenta RP Bronisława Komorowskiego Medalem Srebrnym za długoletnią służbę. W konkursach chóralnych otrzymywała także Nagrodę dla najlepszego dyrygenta (2006, 2017, 2018).